# Sveti Lenart
Sveti Lenart je naselje u slovenskoj Općini Železniku. Sveti Lenart se nalazi u pokrajini Gorenjskoj i statističkoj regiji Gorenjskoj. 

## Stanovništvo
Prema popisu stanovništva iz 2002. godine naselje je imalo 25 stanovnika.